# Oleg Vladimirovič Deripaska
Oleg Vladimirovič Deripaska (in russo Олег Владимирович Дерипаска?; Dzeržinsk, 2 gennaio 1968) è un imprenditore russo, fondatore di Basic Element, uno dei più grandi gruppi industriali della Russia, e di Volnoe Delo, la più grande fondazione russa di beneficenza. Fino al 2018 è stato presidente di En + Group, una compagnia energetica russa, e sempre fino a quell'anno è stato a capo della United Company Rusal, la seconda più grande azienda di alluminio al mondo.
Ex marito della nipote di Boris El'cin, è considerato tra gli oligarchi più vicini a Vladimir Putin e, secondo Forbes, è tra gli uomini più ricchi della Russia con un patrimonio stimato nel 2022 in 3,2 miliardi di dollari nonostante le forti perdite subite a partire dal 2008 a causa del crollo dei mercati e del pesante indebitamento. All'epoca era il più ricco in Russia e il nono al mondo con una ricchezza stimata in 28 miliardi di dollari.
Deripaska si è acquistato la cittadinanza cipriota (e quindi la cittadinanza europea) nel 2017. È stato sottoposto a sanzioni statunitensi nel 2018 per motivi relativi all'annessione della Crimea nel 2014 da parte della Russia.  Deripaska è stato uno dei sette oligarchi sanzionati dal governo britannico per l'invasione russa dell'Ucraina del 2022, con varie misure, tra le quali il congelamento dei beni e il divieto di viaggio nel Paese.
Nel marzo 2022 ha invocato la pace in Ucraina  e ha affermato che distruggere l'Ucraina sarebbe stato un "errore colossale". Diversi mesi dopo, il suo complesso alberghiero a Soči è stato sequestrato dalle autorità russe.

## Biografia
Originario dell'Oblast' di Nižnij Novgorod, nato nel 1968 in una famiglia di origine ebraica, nel 1985 si iscrisse alla facoltà di fisica presso l'università di Mosca, ma durante il biennio 1988-1990 fu chiamato a prestare il servizio militare e perciò abbandonò gli studi. Nel 1990 si iscrisse di nuovo al corso di laurea in fisica. Cominciò l'attività imprenditoriale come direttore finanziario della società moscovita Voennaja Investicionno-Torgovaja Kompanija che si occupava di speculazioni finanziarie nel caotico mercato della Russia anarchica di quegli anni. Alcuni giornali hanno avanzato l'ipotesi che proprio in questo periodo egli avesse allacciato i primi contatti con il KGB.

### Gli anni novanta
Nel 1992 fondò la Rosaljuminprodukt, compagnia di speculazioni nel settore dell'alluminio. Nel 1993 la compagnia diventò una società per azioni con il nome Aljuminprodukt. Nello stesso anno fondò altre tre società di speculazione nello stesso settore: la Krasnojarsk-Aljumin-Produkt in Siberia Occidentale, la Samara-Aljumin-Produkt nella parte Europea della Russia e una compagnia offshore, la "Alpro-Aluminproduct International Ltd.". Nello stesso anno conseguì la laurea in fisica, ma vi è chi ne dubita e suppone che egli non l'abbia mai conseguita o che addirittura l'abbia comprata. Contemporaneamente iniziò l'attività di privatizzazione della Sajanskij Aljuminevyj Zavod nella repubblica autonoma di Chakassia. L'acquisto delle azioni della SaAZ si svolse sotto il totale controllo dell'influente gruppo mafioso moscovita dei fratelli Lev e Michail Černye. Ingannando il gruppo mafioso e imponendosi come figura molto aggressiva nella guerra tra gangster per il controllo della SaAZ, eliminò tutti i concorrenti fino a minacciare fisicamente il personale della SaAZ per vedersi svendere le azioni dell'impresa.
Grazie alle conoscenze che aveva al Cremlino, portò a termine la sua scalata alla SaAZ, della quale acquistò la quota di maggioranza. Divenne così la personalità più importante nel settore della produzione e della vendita dell'alluminio. Nel 1995 partecipò alla bancarotta della Sayany, la principale banca della Chakasija, acquisendo anche di questa la quota di maggioranza ed entrando a far parte del suo consiglio direttivo. Nel 1996 cominciò a interessarsi di politica russa, finanziando la campagna elettorale del Partito Liberal-Democratico e di Aleksandr Lebed' nelle elezioni alla Duma. Nello stesso anno sostenne Lebed' anche per la carica di governatore della Chakasija. Al termine delle elezioni alcuni membri del consiglio direttivo della SaAZ furono inviati al governo della Chakasija. Sempre nel 1996 Deripaska ottenne la laurea presso la Università russa di economia Plechanov grazie all'aiuto del primo ministro del governo russo, Oleg Soskovec. Nel 1997 emise e comprò delle azioni aggiuntive della SaAZ, vendendone al contempo una percentuale allo Stato russo; con questa operazione divenne il maggior azionista della SaAZ e acquistò il controllo totale dell'impresa. Ruppe i rapporti con il gruppo mafioso dei fratelli Cernye e divenne un protagonista delle guerre tra gangster per il controllo delle imprese di alluminio in Russia.

#### Basic Element
Nel 1997 Deripaska fonda Basic Element, un gruppo di investimento diversificato che nel tempo gestirà investimenti nei seguenti settori: energia, metalli e miniere, macchinari, servizi finanziari, agricoltura, edilizia e aviazione. I principali investimenti nell'ambito della gestione di Basic Element includederanno partecipazioni in United Company RUSAL (il più grande produttore mondiale di alluminio e allumina), GAZ Group (una società automobilistica), produttore di aerei Aviakor, EuroSibEnergo (ЕвроСибЭнерго) (una società di fornitura di energia), Glavmosstroy (Главмосстрой) (una società di costruzioni), Kuban Agroholding (una società agricola) e Basel Aero (un'azienda di aviazione che comprende i tre maggiori aeroporti del territorio di Krasnodar e una joint venture con Changi Airports International). Basic Element gestirà gli investimenti di Oleg Deripaska nel mondo dando lavoro a 250.000 persone.
Con il sostegno del governatore della Oblast di Samara Konstantin Titov nel 1998 acquistò le azioni della banca russa InkomBank della SaMeKo (Samarskaja Metallurgičeskaja Kompanija). Titov venne coinvolto anche nella privatizzazione dell'industria russa di automobili VAZ insieme al gruppo russo-svizzero sotto il controllo di Boris Berezovskij. In seguito alla ristrutturazione di Deripaska la SaMeKo fece bancarotta e sulla base di essa venne creata una nuova società per azioni, la Samarskij Metallurgičeskij Zavod. In seguito Titov aiutò Deripaska anche nella privatizzazione dell'Industria di aviazione civile Aviakor. Nel 1999 Deripaska divenne il presidente del gruppo industriale  SibAl - Sibirskij Aljuminium. Nel maggio 1999 occupò il posto di vicepresidente dell'Unione degli imprenditori e industriali russi (la Confindustria russa).

### Dal duemila in poi
Dal 2000 Deripaska coltivò alcune amicizie con personaggi molto influenti tra i quali vi è anche Roman Abramovič, proprietario dell'EVRAZ Group, della compagnia petrolifera russa Sibneft' e della società di calcio Chelsea, militante nella massima serie inglese. La Sibneft' di Abramovič, facendo leva sulle società sotto suo controllo, comprò le azioni delle industrie di alluminio della Russia e Deripaska, non potendo impedire che ciò avvenisse, si mise in contatto con Abramovič. Sulla base dell'accordo tra questi due oligarchi (azioni della SibAl + azioni della Sibneft') venne creata una holding, la RusAl di cui Deripaska divenne il direttore generale.
Nel corso del 2001 la RusAl acquistò i pacchetti di maggioranza di tutti i maggiori produttori di alluminio in Russia:
- Krasnojarskij Aljuminivyj Zavod[26]
- Bratskij Aljuminivyj Zavod[27]
- Novokuzneckij Aljuminivyj Zavod[28]
- Sajanogorskij Aljuminivyj Zavod[29]
- Dmitrovskij Opytnyj Zavod Aljuminivoj Konservnoj Lenty[30]
- ROSTAR[31]
- Ačinskij Glinozemnyj Kombinat[32]
- Belokalitvinskoe Metallurgičeskoe Proizvodstvennoe Ob"edinenie - BKMPO[33]
- Zavod Aljuminivyj Stroitel'nij Konstruckij[34]
- Zavod Bitovyj Aljuminivyj Tovarov[35]

Nel dicembre 2001 la SibAl cambiò nome in Basovyj Element - BasEl. Nel 2002 la Basovyj Element comprò il pacchetto di controllo delle azioni della holding RusPromAvto di Abramovič diventando la proprietaria del Gor'kovskij Avtomobil'nyj Zavod - GAZ. Nel 2004 Abramovič vendette a Deripaska anche il 50% delle azioni di RusAl, chiudendo definitivamente con lui tutti i rapporti societari. Deripaska, dopo l'acquisto della GAZ-Auto, cominciò ad acquistare le azioni delle fabbriche produttrici di motori, camion, autobus e veicoli commerciali. Nel 2005 le compagnie automobilistiche comprate dalla BasEl presero il nome di Russkie Mašiny. Nel 2006 DaimlerChrysler vendette la licenza per la produzione delle Chrysler Sebring e delle Dodge Stratus alla Russkie Mašiny; nello stesso anno la britannica LDV Holdings vendette alla Russkie Mašiny la fabbrica che produce veicoli commerciali sotto il marchio Maxus.
Nel 2007 Russkie Mašiny lanciò la proposta di 1,54 miliardi di euro per l'acquisto della Magna International, uno dei maggiori produttori di componenti per automobili. Il gruppo DaimlerChrysler non vendette a Deripaska la compagnia canadese scegliendo di venderla al fondo nordamericano Cerberus Capital Management. Nel febbraio 2007 l'edizione russa della rivista statunitense Forbes ha stimato il capitale di Oleg Deripaska a 16,8 miliardi di euro, secondo solo a Roman Abramovič (19,2 miliardi di euro). Nel marzo 2007 la RusAl di Deripaska, la svizzera Glencore e la SUAl (Sibirsko-Uralskaja Aljuminevaja, compagnia sotto il controllo di Viktor Veksel'berg decisero di unirsi sotto il nome Rossijskij Aljuminij. Il 13 luglio 2007 Deripaska ha dichiarato in un'intervista al Financial Times che era pronto a nazionalizzare, se questo fosse necessario, la Rossijskij Aljuminij.

### Sanzioni dagli USA
Nell'aprile 2018, gli Stati Uniti hanno imposto sanzioni a Oleg Deripska e ad altri 23 magnati e funzionari russi. La dichiarazione del Dipartimento del Tesoro degli Stati Uniti afferma che Deripaska "è stato accusato di minacciare la vita di rivali in affari, intercettare illegalmente un funzionario governativo e prendere parte a estorsioni e racket".
Nell'ottobre 2018 il Tesoro statunitense ha annunciato di aver prorogato fino al 12 dicembre il termine per la piena irrogazione delle sanzioni nei confronti di Rusal e della sua capogruppo En + Group, in attesa della revisione delle proposte presentate da En + Group al governo statunitense che vedrebbero ridurre la partecipazione di Deripaska in En + al di sotto del 45% da circa il 70%.
Nel gennaio 2019, il Tesoro degli Stati Uniti ha revocato le sanzioni contro le società precedentemente controllate da Deripaska. Le sanzioni contro lo stesso Deripaska sono rimaste in vigore. Nell'aprile 2019, il Dipartimento del Tesoro USA ha comunque consentito a Deripaska di trasferire 10,5 milioni di azioni della sua holding En + Group a un fondo fiduciario per i suoi figli come parte di un accordo di divorzio con la sua ex moglie Polina Jumaševa, che era stato finalizzato prima che le sanzioni fossero introdotte. L'accordo per la rimozione delle sanzioni statunitensi dal gruppo En + è stato mediato da Greg Barker, un legislatore britannico, che nel febbraio 2019 è stato nominato presidente del gruppo En +.
Nel marzo 2019, Deripaska ha citato in giudizio gli Stati Uniti, sostenendo di aver oltrepassato i limiti legali imponendogli sanzioni e di averlo reso la "ultima vittima" nell'indagine statunitense sulla presunta interferenza elettorale di Mosca.

## Vita privata
Deripaska è stato sposato con Polina Jumaševa, figlia del genero e massimo consigliere di Boris El'cin, Valentin Jumašev e figliastra della figlia di El'cin, Tatyana. Mentre El'cin era presidente, gli stretti legami di Deripaska lo misero nella cerchia ristretta di El'cin, soprannominata "La Famiglia". Deripaska e Jumaševa sono stati sposati dal 2001 al 2018. Due i figli dal matrimonio: Pëtr (nato nel 2001) e Marija (nata nel 2003).  Deripaska pratica yoga, nuoto, equitazione ed escursionismo. Nella sua casa vicino a Mosca, ha sette cavalli e sei cani.
Nel 2017 Deripaska ha acquisito la cittadinanza cipriota con il "visto d'oro" di Cipro che genera miliardi di entrate per la nazione insulare. Secondo i documenti visionati dal The Guardian, il primo tentativo di Deripaska di diventare cittadino di un paese dell'UE non aveva avuto successo a causa di un'indagine preliminare sulle sue attività in Belgio. L'indagine era stata archiviata nel 2016.
Dal 2006, Deripaska è proprietario di Haft Mansion presso Embassy Row a Washington, D.C., attraverso una società del Delaware. Possiede anche una villa a Belgravia, Londra, presa d'assalto da manifestanti nel 2022 in segno di protesta per l'aggressione russa dell'Ucraina.